# La Bronze
La Bronze (née Nadia Essadiqi à Montréal) est une autrice-compositrice-interprète et instrumentiste maroco-canadienne.
Elle commence sa carrière musicale sous le nom de La Bronze en 2014. Elle chante en français, arabe, anglais et parfois en espagnol. 
En 2015, elle reprend en arabe marocain le hit Formidable de Stromae, qui propulse sa carrière à l’international. Elle donne plus d’une centaine de concerts en France, Suisse, Allemagne, Belgique, Maroc, Brésil et Chili dans les dernières années.
Son premier album La Bronze sort en 2014, suivi de l’EP Roi de nous en 2016, de l’album Les Corps infinis, en 2017 et de l’EP La Chute de Sparte en 2018, bande sonore du film du même nom.
En 2018, La Bronze collabore avec Ben Mazué sur son dernier album Les Femmes idéales, pour les titres Let Me et J'arrive (version alternative).
Son dernier single Vous, sort en juin 2019 et est accompagné d’un clip vidéo, réalisé par Robin Aubert.
En 2019, elle anime l'émission de télévision documentaire Jeunesse arabe, Yallah! diffusée sur les ondes de TV5 Québec Canada.
En 2022, elle sort l'album Vis-Moi.

## Discographie
Albums
Vis-moi (2022)
EP's
Singles
- 2015 : L'Anarchie des jours heureux (chanson thème de la série Le Chalet)
- 2017 : Aimons-nous (avec Ariane Moffatt et Karim Ouellet)
- 2018 : Astres (avec Rymz)
- 2019 : Vous
- 2021 : Briller

## Prix et récompenses
- 2015 : GAMIQ : Artiste émergent(e) de l’année
- 2016 : GAMIQ : Meilleur EP électro
- 2022 : GAMIQ : Album pop de l'année[11]

Nominations
- 2015 : GAMIQ : Album Indie-rock de l’anée
- 2015 : CMW : Artiste francophone émergent de l’année
- 2016 : CMW : Artiste francophone de l’année
- 2018 : GAMIQ : Clip vidéo de l'année

## Série télé
- 2021: Doute raisonnable